# Säkylä
Säkylä est une municipalité du sud-ouest de la Finlande, dans la province de Finlande occidentale et la région du Satakunta.

## Géographie
C'est la commune à la deuxième plus forte proportion de lacs (40 % de la superficie totale) de tout le pays. La raison en est que l'essentiel du gigantesque lac Pyhäjärvi se situe sur le territoire de la municipalité.
La partie habitée est assez réduite, les principaux villages étant situés dans la plaine bordant le lac. La partie orientale de la commune est sauvage et vallonnée.
Les communes voisines sont Eura à l'ouest, Koyliö au nord, Vampula à l'est, Alastaro au sud-est et Yläne au sud (les 2 dernières en Finlande du Sud-Ouest).

## Démographie
Depuis 1980, la démographie de Säkylä a évolué comme suit, :
| Année      | 1980  | 1985  | 1990  | 1995  | 2000  | 2005  |
| ---------- | ----- | ----- | ----- | ----- | ----- | ----- |
| population | 8 671 | 8 702 | 8 596 | 8 482 | 8 118 | 7 885 |

| Année      | 2010  | 2015  | 2020  |
| ---------- | ----- | ----- | ----- |
| population | 7 527 | 7 070 | 6 709 |

## Politique et administration

### Conseil municipal
Les sièges des 27 conseillers municipaux sont répartis comme suit:
| Parti     | Parti                              | Sièges 2021–2025 |
| --------- | ---------------------------------- | ---------------- |
|           | Parti social-démocrate de Finlande | 6                |
|           | Vrais Finlandais                   | 5                |
|           | Parti de la Coalition nationale    | 6                |
|           | Parti du centre                    | 9                |
|           | Ligue verte                        | 0                |
|           | Alliance de gauche                 | 1                |
| Sources : |                                    |                  |

### Subdivisions administratives
Les villages de Säkylä sont: Iso-Säkylä, Korpi, Löytäne, Pyhäjoki, Vähä-Säkylä, Ehtamo, Huhdinkylä, Järvenpää, Kankaanpää, Karhia, Kepola, Korvenkylä, Lähteenkylä, Pajula, Puolimatka, Tuiskula, Tuohiniemi, Uusimaa, Vellinkylä, Vinnari, Voitoinen, Vuorenmaa, Yttilä.

## Économie
Par rapport à beaucoup de communes rurales de la région, Säkylä est relativement prospère. Elle a pu conserver une population pratiquement stable depuis 1970. Elle doit sa situation plutôt avantageuse à la présence de l'industrie agro-alimentaire, qui compte deux usines d'importance nationale l'une de l'entreprise Apetit Ruoka Oy et l'autre de Länsi-Kalkkuna Oy qui est une cofiliale de HKScan et d'Atria.

### Principales entreprises
En 2021, les principales entreprises de Säkylä par chiffre d'affaires sont :
| Société                        | C.A.  |
| ------------------------------ | ----- |
| Apetit Ruoka Oy                | 60 M€ |
| Sucros Oy                      | 34 M€ |
| Westpak Oy Ab                  | 32 M€ |
| Länsi-Kalkkuna Oy              | 30 M€ |
| Kuljetus Perkola Oy            | 10 M€ |
| Köyliön-Säkylän Sähkö Oy       | 10 M€ |
| Tamminiitty Oy                 | 5 M€  |
| Esperi Hoitokoti Ratamo Säkylä | 5 M€  |
| Lännen Teollisuuspalvelu Oy    | 4 M€  |
| Säterin Tila Oy                | 4 M€  |

### Employeurs
En 2021, ses plus importants employeurs sont:
| Employeur                      | Employés |
| ------------------------------ | -------- |
| Apetit Ruoka Oy                | 235      |
| Länsi-Kalkkuna Oy              | 143      |
| Sucros Oy                      | 80       |
| Westpak Oy Ab                  | 70       |
| Esperi Hoitokoti Ratamo Säkylä | 50       |
| Kokemäen Ambulanssipalvelu     | 36       |
| Tamminiitty Oy                 | 28       |
| Pohjaranta Oy                  | 22       |
| Aaltek Oy                      | 22       |
| Jpt Jaskari Oy                 | 18       |

## Transports
Säkylä est traversé par la kantatie 41 (Huittinen-Aura), par la seututie 204 (Eura-Turku) et par la Seututie 212 (Säkylä-Huittinen).

### Distances
- Helsinki 210 km
- Huittinen 30 km
- Pori 60 km
- Rauma 45 km
- Tampere 110 km
- Turku 70 km